# 사바이섬

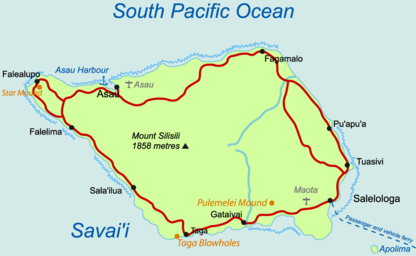
사바이섬

사바이섬(Savai'i)은 태평양 사모아에 있는 화산섬으로, 사모아에서 가장 큰 섬이며 하와이와 뉴질랜드를 제외한 폴리네시아의 섬 가운데 가장 큰 섬이다. 해저에서 솟은 용암으로 뒤덮인 현무암에 의해 형성된 섬이다.
면적은 1,708 km2, 인구는 약 50,000명이며 최고점은 실리실리산(해발 1,858 m)이다. 사바이섬에서 일어난 마지막 화산 폭발은 1911년에 일어난 화산 폭발이다(마타바누산). 19세기 초반까지는 폴라섬(Pola)으로 알려져 있었으며 섬에는 날짜 변경선에서 32 km 정도 떨어져 있고 사모아 최서단에 위치한 팔레알루포 마을(세계 최서단에 위치한다고 주장함)이 있다.

## 같이 보기
- 사모아의 구
- 사모아어